# Schalkenbach
Schalkenbach is een plaats in de Duitse deelstaat Rijnland-Palts en maakt deel uit van de Landkreis Ahrweiler.
Schalkenbach telt 825 inwoners.

## Bestuur
De plaats is een Ortsgemeinde en maakt deel uit van de Verbandsgemeinde Brohltal. De gemeente omvat de volgende kernen:

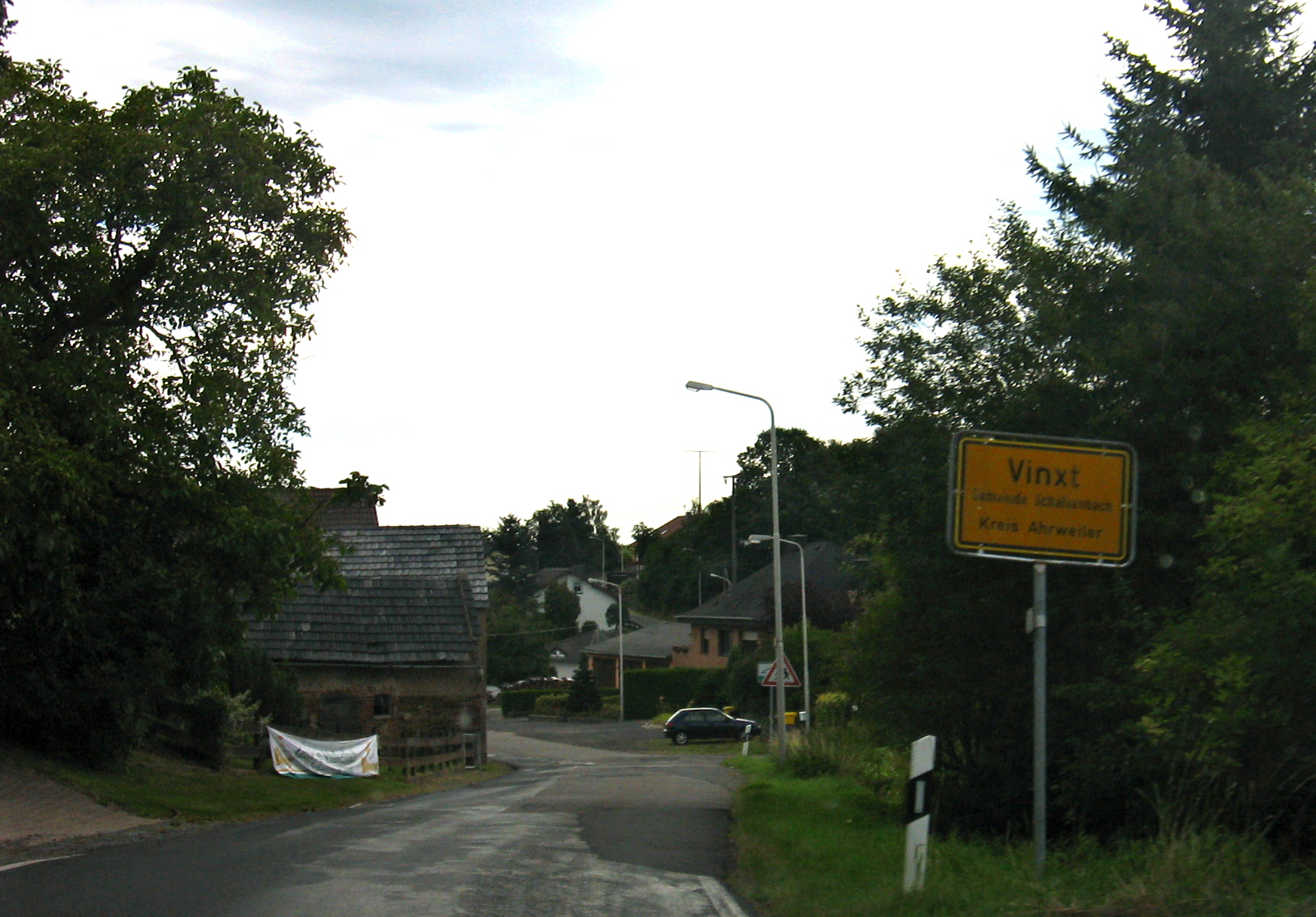
Vinxt

- Schalkenbach
- Untervinxt
- Mittelvinxt
- Obervinxt